# Verein für Bewegungsspiele Lübeck von 1919 2011-2012
Questa voce raccoglie le informazioni riguardanti il Verein für Bewegungsspiele Lübeck von 1919 nelle competizioni ufficiali della stagione 2011-2012.

## Stagione
Nella stagione 2011-2012 il Lubecca, allenato da Hans-Peter Schubert, Denny Skwierczynski e Ramazan Yildirim, concluse il campionato di Regionalliga nord all'11º posto.

## Rosa
| N. |                               | Ruolo | Calciatore         |
| -- | ----------------------------- | ----- | ------------------ |
| 1  | Germania (bandiera)           | P     | Jonas Toboll       |
| 4  | Germania (bandiera)           | D     | Sven Schaffrath    |
| 6  | Germania (bandiera)           | C     | Marius Winkelmann  |
| 7  | Macedonia del Nord (bandiera) | C     | Ermir Zekiri       |
| 8  | Germania (bandiera)           | C     | Tarik Cosgun       |
| 9  | Germania (bandiera)           | D     | Marcus Steinwarth  |
| 10 | Croazia (bandiera)            | C     | Domagoj Duspara    |
| 11 | Grecia (bandiera)             | A     | Vasilios Vallianos |
| 13 | Giappone (bandiera)           | C     | Masami Okada       |
| 14 | Germania (bandiera)           | D     | Nils Kjär          |
| 15 | Germania (bandiera)           | C     | Dennis Voß         |
| 16 | Germania (bandiera)           | C     | Henrik Sirmais     |
| 18 | Germania (bandiera)           | A     | Sebastian Heidel   |

| N. |                     | Ruolo | Calciatore         |
| -- | ------------------- | ----- | ------------------ |
| 19 | Germania (bandiera) | D     | Sascha Steinfeldt  |
| 19 | Germania (bandiera) | C     | Kevin Samide       |
| 20 | Germania (bandiera) | C     | Marcel Gebers      |
| 21 | Senegal (bandiera)  | A     | Momo Diabang       |
| 22 | Germania (bandiera) | C     | Danny Cornelius    |
| 23 | Germania (bandiera) | C     | Dominic Hartmann   |
| 24 | Turchia (bandiera)  | A     | Deniz Kadah        |
| 26 | Germania (bandiera) | D     | Moritz Marheineke  |
| 28 | Germania (bandiera) | D     | Kevin Kluk         |
| 30 | Germania (bandiera) | C     | Sebastian Jakubiak |
| 30 | Germania (bandiera) | C     | André Senger       |
| 31 | Germania (bandiera) | P     | René Melzer        |
|    | Germania (bandiera) | A     | Emanuel Bento      |

## Organigramma societario
Area tecnica
- Allenatore: Ramazan Yildirim
- Allenatore in seconda: Serkan Rinal
- Preparatore dei portieri: Maik Wilde
- Preparatori atletici:
- Analisi video:

## Calciomercato

### Sessione estiva
| Acquisti | Acquisti          | Acquisti               | Acquisti |
| R.       | Nome              | da                     | Modalità |
| -------- | ----------------- | ---------------------- | -------- |
| A        | Emanuel Bento     | Holstein Kiel U19      |          |
| C        | Dominic Hartmann  | Hannover 96 U19        |          |
| A        | Sebastian Heidel  | Lubecca II             |          |
| A        | Deniz Kadah       | Oberneuland            |          |
| C        | Masami Okada      | Lubecca II             |          |
| C        | Kevin Samide      | Osnabrück II           |          |
| D        | Sven Schaffrath   | Viktoria Arnoldsweiler |          |
| C        | Henrik Sirmais    | Lubecca II             |          |
| D        | Sascha Steinfeldt | Hansa Rostock II       |          |
| P        | Jonas Toboll      | Oberneuland            |          |
| C        | Marius Winkelmann | Oberneuland            |          |

| Cessioni | Cessioni          | Cessioni           | Cessioni |
| R.       | Nome              | a                  | Modalità |
| -------- | ----------------- | ------------------ | -------- |
| A        | Stefan Richter    | Lüneburger         |          |
| A        | Bastian Henning   | Chemnitz           |          |
| D        | Michael Hohnstedt | Sportfreunde Lotte |          |
| A        | Rolf Landerl      | SV St. Margarethen |          |
| C        | Marcello Meyer    | SV Eichede         |          |
| C        | Philipp Röhr      | Zwickau            |          |
| C        | Tim Siedschlag    | Holstein Kiel      |          |
| D        | Dennis Wehrendt   | Hessen Kassel      |          |

### Sessione invernale
| Acquisti | Acquisti | Acquisti | Acquisti |
| R.       | Nome     | da       | Modalità |
| -------- | -------- | -------- | -------- |

| Cessioni | Cessioni      | Cessioni              | Cessioni |
| R.       | Nome          | a                     | Modalità |
| -------- | ------------- | --------------------- | -------- |
| A        | Dominic Ulaga | Eintracht Norderstedt |          |

## Risultati

### Regionalliga

#### Girone di andata
| Arbitro: | Dittrich |

|                    |           |                              |
| Kadah 5’, 80’, 84’ | Marcatori | 12’, 23’ Zimmermann 79’ Wolf |

| Arbitro: | Lossius |

|                                              |           |                                            |
| Kobylański 4’ Fandrich 68’ Hebler 82’ (rig.) | Marcatori | 26’ Gebers 47’, 56’, 69’ Kadah 72’ Duspara |

| Arbitro: | Schriever |

|                                                    |           |                |
| Duspara 9’ Kadah 16’, 23’ Zekiri 44’ Cornelius 53’ | Marcatori | 15’ Kurczynski |

| Arbitro: | Marx |

|           |           |  |
| Gasch 60’ | Marcatori |  |

| Arbitro: | Giese |

|  |           |                                              |
|  | Marcatori | 29’, 53’, 55’ Kutschke 34’ Frahn 42’ Röttger |

| Arbitro: | Seidel |

|                                            |           |           |
| Lindner 71’ Sachs 75’ Heider 80’ Steil 89’ | Marcatori | 42’ Kadah |

| Arbitro: | Jöllenbeck |

|                   |           |                |
| Gebers 61’ (rig.) | Marcatori | 18’ Brunnemann |

| Halberstadt 2 ottobre 2011, ore 13:30 CEST 8ª giornata | Germania Halberstadt | 0 – 0 referto | Lubecca | Friedensstadion (701 spett.)\| Arbitro: \| Hösel \| |
| Arbitro:                                               | Hösel                |               |         |                                                     |

| Arbitro: | Schmickartz |

|  |           |                            |
|  | Marcatori | 39’ Yazgan 90’ Granatowski |

| Halle 23 ottobre 2011, ore 13:30 CEST 10ª giornata | Hallescher | 0 – 0 referto | Lubecca | Erdgas Sportpark (6 281 spett.)\| Arbitro: \| Wijnen \| |
| Arbitro:                                           | Wijnen     |               |         |                                                         |

| Arbitro: | Rohde |

|               |           |            |
| Cornelius 84’ | Marcatori | 12’ M.Holt |

| Arbitro: | Koslowski |

|  |           |                       |
|  | Marcatori | 1’ Duspara 90’ Zekiri |

| Arbitro: | Grudzinski |

|  |           |                                      |
|  | Marcatori | 11’ Behrens 57’ Puttkammer 66’ Karli |

| Arbitro: | Börner |

|                          |           |                |
| Moslehe 21’ Beismann 42’ | Marcatori | 47’ Schaffrath |

| Arbitro: | Sather |

|                                    |           |                        |
| Fuchs 33’ Gökdəmir 45’ Aycicek 87’ | Marcatori | 56’ Kjär 85’ Cornelius |

| Arbitro: | Steinhaus-Webb |

|               |           |  |
| Cornelius 14’ | Marcatori |  |

| Arbitro: | Osmers |

|                           |           |            |
| Lustenberger 56’ Obst 71’ | Marcatori | 76’ Heidel |

#### Girone di ritorno
| Arbitro: | Zacher |

|                |           |  |
| Zimmermann 45’ | Marcatori |  |

| Lubecca 28 marzo 2012, ore 19:00 CEST 19ª giornata | Lubecca | 0 – 0 referto | Energie Cottbus II | Pokerstars.de-Stadion an der Lohmühle (1 094 spett.)\| Arbitro: \| Helwig \| |
| Arbitro:                                           | Helwig  |               |                    |                                                                              |

| Arbitro: | Seidel |

|                     |           |                                           |
| Alassani 74’ (rig.) | Marcatori | 29’ Kadah 51’ (rig.) Gebers 88’ Cornelius |

| Lubecca 24 febbraio 2012, ore 19:00 CET 21ª giornata | Lubecca | 0 – 0 referto | Meuselwitz | Pokerstars.de-Stadion an der Lohmühle (1 519 spett.)\| Arbitro: \| Hösel \| |
| Arbitro:                                             | Hösel   |               |            |                                                                             |

| Arbitro: | Koslowski |

|             |           |  |
| Wallner 10’ | Marcatori |  |

| Arbitro: | Schriever |

|           |           |  |
| Kadah 65’ | Marcatori |  |

| Berlino 18 marzo 2012, ore 14:00 CET 24ª giornata | Berliner AK 07 | 0 – 0 referto | Lubecca | Poststadion (356 spett.)\| Arbitro: \| Giese \| |
| Arbitro:                                          | Giese          |               |         |                                                 |

| Arbitro: | Schröder |

|             |           |                        |
| Sirmais 34’ | Marcatori | 23’ Beck 68’ Podrygala |

| Arbitro: | Frömel |

|                |           |  |
| Fomitschow 40’ | Marcatori |  |

| Arbitro: | Dankert |

|  |           |           |
|  | Marcatori | 10’ Shala |

| Arbitro: | Rott |

|             |           |  |
| Wessels 45’ | Marcatori |  |

| Arbitro: | Bärmann |

|                                                   |           |                           |
| Labus 16’ (aut.), 70’ (aut.) Kluk 42’ Diabang 78’ | Marcatori | 75’ (rig.) Nagy 87’ Ofosu |

| Arbitro: | Günsch |

|        |           |                           |
| Sam 5’ | Marcatori | 20’, 58’ Diabang 60’ Kluk |

| Arbitro: | Hösel |

|                         |           |                                      |
| Vallianos 37’ Kadah 77’ | Marcatori | 31’ Beismann 62’ Vucinovic 85’ Cicek |

| Arbitro: | Koslowski |

|               |           |                                 |
| Vallianos 51’ | Marcatori | 24’ Fuchs 87’ (aut.) Marheineke |

| Arbitro: | Heft |

|  |           |                            |
|  | Marcatori | 22’ (aut.) Halke 65’ Kadah |

| Arbitro: | Schwermer |

|           |           |  |
| Kadah 71’ | Marcatori |  |

## Statistiche

### Statistiche di squadra
| Competizione      | Punti | In casa | In casa | In casa | In casa | In casa | In casa | In trasferta | In trasferta | In trasferta | In trasferta | In trasferta | In trasferta | Totale | Totale | Totale | Totale | Totale | Totale | DR |
| Competizione      | Punti | G       | V       | N       | P       | Gf      | Gs      | G            | V            | N            | P            | Gf           | Gs           | G      | V      | N      | P      | Gf     | Gs     | DR |
| ----------------- | ----- | ------- | ------- | ------- | ------- | ------- | ------- | ------------ | ------------ | ------------ | ------------ | ------------ | ------------ | ------ | ------ | ------ | ------ | ------ | ------ | -- |
| Regionalliga nord | 38    | 17      | 5       | 5       | 7       | 21      | 26      | 17           | 5            | 3            | 9            | 20           | 21           | 34     | 10     | 8      | 16     | 41     | 47     | -6 |
| Totale            | 38    | 17      | 5       | 5       | 7       | 21      | 26      | 17           | 5            | 3            | 9            | 20           | 21           | 34     | 10     | 8      | 16     | 41     | 47     | -6 |

### Andamento in campionato
| Giornata  | 1 | 2 | 3 | 4 | 5 | 6  | 7  | 8  | 9  | 10 | 11 | 12 | 13 | 14 | 15 | 16 | 17 | 18 | 19 | 20 | 21 | 22 | 23 | 24 | 25 | 26 | 27 | 28 | 29 | 30 | 31 | 32 | 33 | 34 |
| --------- | - | - | - | - | - | -- | -- | -- | -- | -- | -- | -- | -- | -- | -- | -- | -- | -- | -- | -- | -- | -- | -- | -- | -- | -- | -- | -- | -- | -- | -- | -- | -- | -- |
| Luogo     | C | T | C | T | C | T  | C  | T  | C  | T  | C  | T  | C  | T  | T  | C  | T  | T  | C  | T  | C  | T  | C  | T  | C  | T  | C  | T  | C  | T  | C  | C  | T  | C  |
| Risultato | N | V | V | P | P | P  | N  | N  | P  | N  | N  | V  | P  | P  | P  | V  | P  | P  | N  | V  | N  | P  | V  | N  | P  | P  | P  | P  | V  | V  | P  | P  | V  | V  |
| Posizione | 7 | 4 | 2 | 6 | 9 | 11 | 11 | 10 | 15 | 15 | 15 | 14 | 14 | 15 | 15 | 15 | 15 | 15 | 16 | 14 | 14 | 14 | 14 | 13 | 14 | 14 | 16 | 16 | 16 | 14 | 14 | 16 | 14 | 11 |

Legenda:

Luogo: C = Casa; T = Trasferta. Risultato: V = Vittoria; N = Pareggio; P = Sconfitta.

### Statistiche dei giocatori
| E. Bento      | 0  | 0  | 0  | 0 |
| D. Cornelius  | 30 | 5  | 6  | 0 |
| T. Cosgun     | 5  | 0  | 0  | 0 |
| M. Diabang    | 16 | 3  | 2  | 0 |
| D. Duspara    | 17 | 3  | 4  | 0 |
| M. Gebers     | 34 | 3  | 5  | 0 |
| D. Hartmann   | 22 | 0  | 1  | 0 |
| S. Heidel     | 15 | 1  | 4  | 0 |
| S. Jakubiak   | 7  | 0  | 0  | 0 |
| D. Kadah      | 23 | 14 | 4  | 0 |
| N. Kjär       | 27 | 1  | 12 | 0 |
| K. Kluk       | 27 | 2  | 5  | 1 |
| M. Marheineke | 24 | 0  | 3  | 0 |
| R. Melzer     | 6  | 0  | 1  | 0 |
| M. Okada      | 10 | 0  | 4  | 0 |
| K. Samide     | 11 | 0  | 1  | 0 |
| S. Schaffrath | 32 | 1  | 7  | 0 |
| A. Senger     | 4  | 0  | 0  | 0 |
| H. Sirmais    | 11 | 1  | 0  | 0 |
| S. Steinfeldt | 2  | 0  | 0  | 0 |
| M. Steinwarth | 33 | 0  | 7  | 0 |
| J. Toboll     | 28 | 0  | 2  | 0 |
| D. Ulaga      | 4  | 0  | 0  | 0 |
| V. Vallianos  | 24 | 2  | 2  | 0 |
| D. Voß        | 17 | 0  | 0  | 0 |
| M. Winkelmann | 9  | 0  | 2  | 0 |
| E. Zekiri     | 26 | 2  | 2  | 0 |